# TEX19
TEX19 (англ. Testis expressed 19) – білок, який кодується однойменним геном, розташованим у людей на 17-й хромосомі. Довжина поліпептидного ланцюга білка становить 164 амінокислот, а молекулярна маса — 18 469.
| 10         |  | 20         |  | 30         |  | 40         |  | 50         |
| ---------- |  | ---------- |  | ---------- |  | ---------- |  | ---------- |
| MCPPVSMRYE |  | EEGMSYLYAS |  | WMYQLQHGDQ |  | LSICFTCFKA |  | AFLDFKDLLE |
| SEDWEEDNWD |  | PELMEHTEAE |  | SEQEGSSGME |  | LSWGQSPGQP |  | VQGGSEAWGP |
| GTLAAAPEGL |  | EDAGLDPHFV |  | PTELWPQEAV |  | PLGLGLEDAD |  | WTQGLPWRFE |
| ELLTCSHWPS |  | FFPS       |  |            |  |            |  |            |

A: Аланін

C: Цистеїн

D: Аспарагінова кислота

E: Глутамінова кислота

F: Фенілаланін

G: Гліцин

H: Гістидин

I: Ізолейцин

K: Лізин

L: Лейцин

M: Метіонін

N: Аспарагін

P: Пролін

Q: Глутамін

R: Аргінін

S: Серин

T: Треонін

V: Валін

W: Триптофан

Задіяний у таких біологічних процесах, як диференціація клітин, сперматогенез, мейоз. 
Локалізований у цитоплазмі.